# Zonderlingen
Zonderlingen is een kaartspel dat gespeeld wordt met 2 à 4 personen. Het spel kende zijn oorsprong in Hal A, Kulak, Kortrijk, West-Vlaanderen in België waar het ook het meest gespeeld wordt. Het spel kent zijn succes vooral in zijn eenvoud.

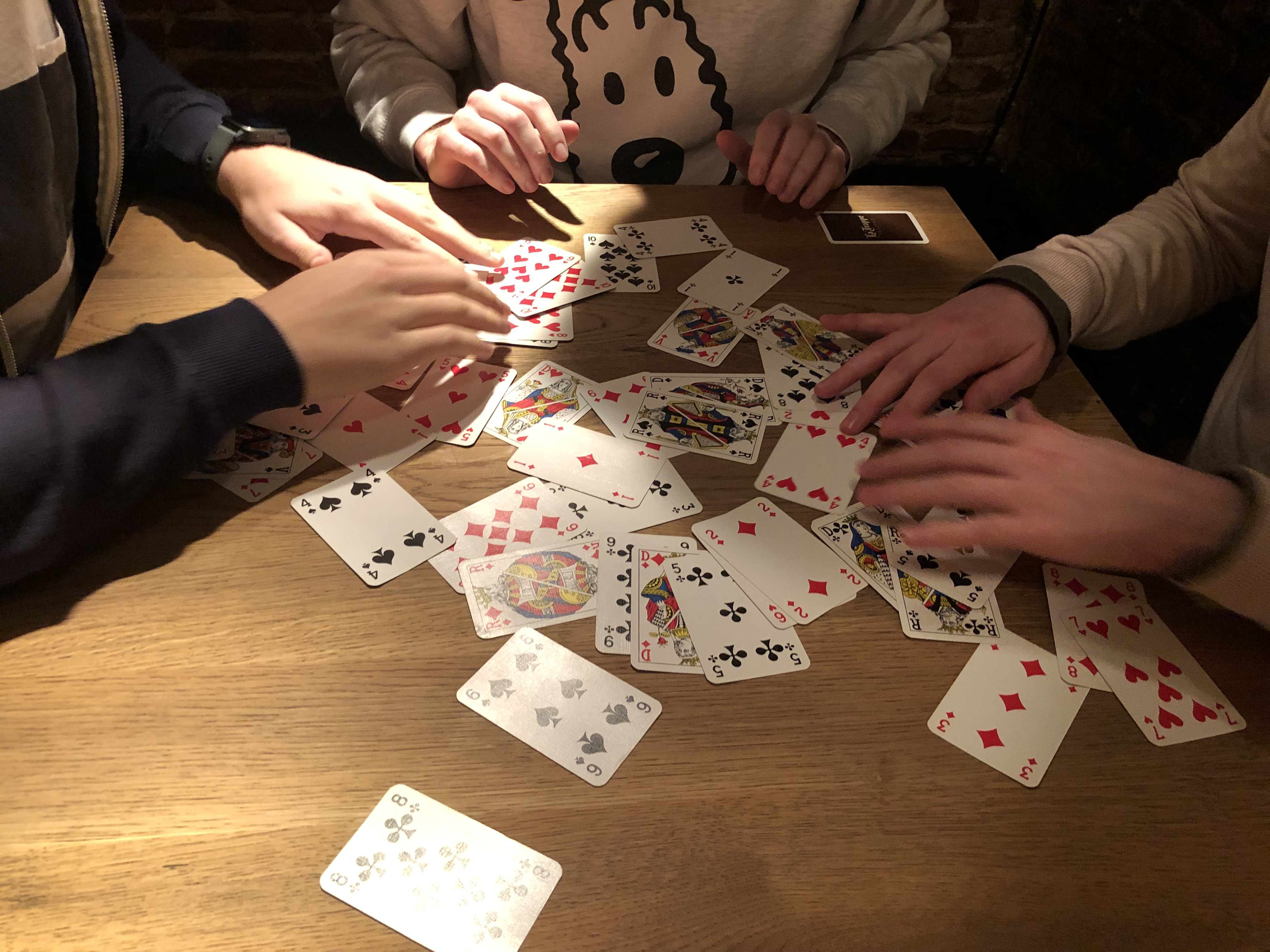
Zonderlingen in de praktijk: 51 kaarten liggen open op tafel terwijl de spelers er proberen achter de komen wat de zonderling is

## Spelregels

### Materiaal
Het spel wordt gespeeld met een normaal kaartspel van 52 kaarten. Het is noodzakelijk dat alle spelers goed bij de kaarten kunnen, waardoor een vierkante of ronde tafel het meest geschikt is.

### Concept
Bij de start van zonderlingen ligt er één kaart apart, gesloten op tafel. Deze wordt de zonderling genoemd. Daarna komen de andere 51 kaarten open te liggen op tafel. De spelers mogen deze zo vaak verplaatsen als ze willen, zodat ze duidelijk zichtbaar zijn voor iedereen. Men moet proberen te raden welke kaart de zonderling is door de 51 kaarten, die open liggen op tafel, te analyseren.
Als een persoon denkt te weten welke kaart de zonderling is, legt hij zijn hand op de zonderling, vermeldt hij welke kaart hij denkt dat het is en bekijkt hij individueel de zonderling. Als hij het juist heeft, wint hij het spel. Bij een mislukte poging is hij uitgeschakeld in het spel en legt hij de zonderling terug. Dan gaan de andere drie spelers verder. Dit gaat zo door tot er iemand de juiste kaart heeft geraden. Als iemand alleen overblijft omdat de anderen het allemaal fout hebben geraden, wint hij sowieso dit spel.
Zoals hierboven vermeld mogen alle spelers dus aan de kaarten komen en ze verplaatsen over het speelveld. Daardoor is het ook toegelaten dat men de kaarten strategisch gaat leggen om het de andere spelers moeilijk te maken. Twee kaarten boven elkaar leggen om de spelers op het verkeerde been te zetten is toegelaten.

### Puntentelling

#### Vier spelers
| Wanneer juist geraden? | Punten |
| ---------------------- | ------ |
| Als eerste             | 4      |
| Als tweede             | 3      |
| Als derde              | 2      |
| Overblijver            | 1      |

#### Drie spelers
| Wanneer juist geraden? | Punten |
| ---------------------- | ------ |
| Als eerste             | 3      |
| Als tweede             | 2      |
| Overblijver            | 1      |

#### Twee spelers
| Wanneer juist geraden? | Punten |
| ---------------------- | ------ |
| Als eerste             | 3      |
| Overblijver            | 1      |

### Einde van het spel
Het spel eindigt wanneer een van de spelers een bepaald aantal punten heeft bereikt. Dit aantal kan vrij gekozen worden aan het begin van het spel in onderling overleg met alle spelers.

## Dubbelspel
Het spel kan ook gespeeld worden in de vorm van dubbelspel. Twee teams van twee nemen het dan tegen elkaar op. Voor het spel begint krijgen de spelers de mogelijkheid om hun strategie te bespreken gedurende een minuut, maar het is tijdens het spel verboden om nog onderling overleg te plegen.
De puntentelling verloopt hetzelfde zoals bij het enkelspel met 4 spelers.

## Toernooien
Zonderlingen wordt in toernooivorm doorgaans gespeeld in de vorm van een knock-outsysteem. Spelers worden ingedeeld aan tafels van 3 of 4 personen en spelen tot iemand 21 punten behaalt. De twee spelers met de meeste punten gaan vervolgens door naar de volgende ronde.

## Belgisch kampioenschap
Sinds 2022 wordt het Belgisch Kampioenschap Zonderlingen jaarlijks georganiseerd in Kortrijk door Ludiek vzw. Aan de eerste editie deden 20 spelers mee. Jeroen Seynaeve uit Kortrijk kroonde zich tot de allereerste Belgisch Kampioen Zonderlingen.